# 山辺郡
- 令制国一覧 > 畿内 > 大和国 > 山辺郡
- 日本 > 近畿地方 > 奈良県 > 山辺郡

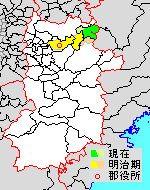
奈良県山辺郡の範囲（緑：山添村 薄緑：後に他郡から編入した区域 薄黄：後に他郡に編入された区域）

山辺郡（やまべぐん）は、奈良県（大和国）の郡。
人口2,863人、面積66.52km²、人口密度43人/km²。（2025年4月1日、推計人口）
下記の1村を含む。
- 山添村（やまぞえむら）

## 郡域
1880年（明治13年）に行政区画として発足した当時の郡域は、下記の区域にあたる。
- 奈良市の一部（都祁馬場町、荻町以南[1]および月ヶ瀬嵩）
- 大和郡山市の一部（新庄町）
- 天理市の大部分（櫟本町・和爾町・楢町・森本町・蔵之庄町・中之庄町・柳本町・渋谷町・檜垣町・遠田町・海知町・武蔵町を除く）
- 桜井市の一部（修理枝）
- 宇陀市の一部（室生三本松、室生大野、室生向淵以北）
- 山添村の大部分（室津・松尾・桐山・峰寺・的野・北野[2]を除く）

## 歴史

### 古代

#### 郷
『和名類聚抄』に記される郡内の郷。
- 都介
- 星川（保之加波）
- 服部（波止利）
- 長屋（奈加也）
- 石成（以之奈利）
- 石上（伊曽乃加美）

#### 式内社
『延喜式』神名帳に記される郡内の式内社。
| 神名帳                      | 神名帳                      | 神名帳   | 神名帳         | 比定社               | 比定社                   | 比定社           | 集成 |
| 社名                        | 読み                        | 格       | 付記           | 社名                 | 所在地                   | 備考             | 集成 |
| --------------------------- | --------------------------- | -------- | -------------- | -------------------- | ------------------------ | ---------------- | ---- |
| 山辺郡 13座（大7座・小6座） |                             |          |                |                      |                          |                  |      |
| 大和坐大国魂神社 三座       | オホヤマト-                 | 並名神大 | 月次相嘗新嘗   | 大和神社             | 奈良県天理市新泉町       |                  |      |
| 石上坐布留御魂神社          | イソノカミノ-フツノミタマノ | 名神大   | 月次相嘗新嘗   | 石上神宮             | 奈良県天理市布留町       |                  |      |
| 都祁水分神社                | ツケノミコマリノ            | 大       | 月次新嘗       | 都祁水分神社         | 奈良県奈良市都祁友田町   |                  |      |
| 山辺御県坐神社              | ヤマヘノミアカタノ-         | 大       | 月次新嘗       | （論）山邊御縣神社   | 奈良県天理市別所町       |                  |      |
| 山辺御県坐神社              | ヤマヘノミアカタノ-         | 大       | 月次新嘗       | （論）山邊御縣神社   | 奈良県天理市西井戸堂町   |                  |      |
| 白堤神社                    | シラツツミノ                | 小       |                | 白堤神社             | 奈良県天理市長柄町       |                  |      |
| 夜都伎神社                  | ヤフキノ                    | 小       |                | （論）夜都伎神社     | 奈良県天理市乙木町       |                  |      |
| 夜都伎神社                  | ヤフキノ                    | 小       | （論）十二神社 | 奈良県天理市竹之内町 |                          |                  |      |
| 夜都伎神社                  | ヤフキノ                    | 小       | （論）八剣神社 | 奈良県天理市田井庄町 |                          |                  |      |
| 都祁山口神社                | ツケノヤマクチノ            | 大       | 月次新嘗       | （論）都祁山口神社   | 奈良県奈良市都祁小山戸町 |                  |      |
| 都祁山口神社                | ツケノヤマクチノ            | 大       | 月次新嘗       | （論）都祁山口神社   | 奈良県天理市杣之内町     |                  |      |
| 祝田神社                    | ハフリタノ                  | 小       |                | 祝田神社             | 奈良県天理市田部町       |                  |      |
| 石上市神社                  | イハカミイチノ イソノカミ-  | 小       |                | 石上市神社           | 奈良県天理市石上町       |                  |      |
| 下部神社                    | シモベノ                    | 小       |                | 下部神社             | 奈良県奈良市都祁吐山町   |                  |      |
| 出雲建雄神社                | イツモタケヲノ              | 小       |                | （論）出雲建雄神社   | 奈良県天理市布留町       | 石上神宮境内摂社 |      |
| 出雲建雄神社                | イツモタケヲノ              | 小       | （論）葛神社   | 奈良県奈良市藺生町   |                          |                  |      |
| 凡例を表示                  |                             |          |                |                      |                          |                  |      |

### 近世
「旧高旧領取調帳」に記載されている明治初年時点での支配は以下の通り。幕府領は奈良奉行が管轄。●は村内に寺社領が、○は村内に寺社除地が存在。（147村）

### 近現代

#### 町村制以前
- 慶応4年
  - 2月5日（1868年2月27日）[13] - 奈良奉行の管轄地域が奈良府の管轄となる。
  - 5月21日（1868年7月10日） - 寺社領・旗本領が奈良府の管轄となる。
  - 7月29日（1868年9月15日） - 奈良府が改称して奈良県（第1次）となる。
- 明治4年
  - 7月14日（1871年8月29日） - 廃藩置県により、藩領が津県、久居県、芝村県、柳生県、柳本県の管轄となる。
  - 11月22日（1872年1月2日） - 第2次府県統合により、全域が奈良県の管轄となる。
- 明治8年（1875年）（124村）
  - 上津村・下津村が合併して西波多村となる。
  - 長瀬下村・長瀬中村・長瀬上村・髭無村・古大野村が合併して三本松村となる。
  - 大野上村・大野下村・緑川村が合併して大野村となる。
  - 北白石村・南白石村が合併して白石村となる。
  - 下山田村・福路寺村・上山田村が合併して山田村となる[14]。
  - 中定村・浄土村・別所村・下入田村・上入田村・南田村・井ノ市村・小野味村が合併して福住村となる。
  - 西針村・東針村が合併して針村となる。
  - 上荻村・中荻村・下荻村が合併して荻村となる。
  - 中豊前村が中峯山村に、獺瀬村が遅瀬村にそれぞれ合併[15]。
  - 清水村が吐山村に合併。
- 明治9年（1876年）（121村）
  - 4月18日 - 第2次府県統合により堺県の管轄となる。
  - 杉原村が添上郡北野奥村・北野西村と合併して添上郡北野村となる。
  - 桃ノ尾村・針ノ尾村・熊橋村が合併して滝本村となる。
- 明治10年（1877年）5月30日 - 庄屋敷村が三島村に合併。（120村）
- 明治12年（1879年） - 木堂村・山口村・内山村が合併して杣之内村となる。（118村）
- 明治13年（1880年）4月15日 - 郡区町村編制法の堺県での施行により、行政区画としての山辺郡が発足。添上郡奈良町に「奈良郡役所」が設置され、同郡および添下郡・広瀬郡・平群郡とともに管轄したが、まもなく「添上添下山辺広瀬平群郡役所」に改称。
- 明治14年（1881年）2月7日 - 大阪府の管轄となる。
- 明治15年（1882年） - 筑紫村が九条村に合併。（117村）
- 明治20年（1887年）11月4日 - 奈良県（第2次）の管轄となる。

#### 町村制以降

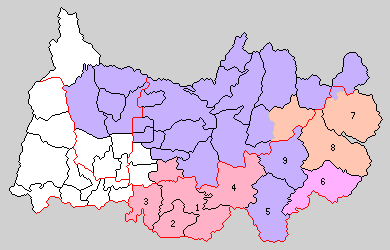
1.山辺村 2.朝和村 3.二階堂村 4.福住村 5.都介野村 6.東里村 7.波多野村 8.豊原村 9.針ヶ別所村（紫：奈良市 桃：宇陀市 赤：天理市 橙：山添村）

- 明治22年（1889年）4月1日 - 町村制の施行により、以下の町村が発足。（9村）
  - 山辺村 ← 滝本村、苣原村、上仁興村、下仁興村、藤井村、内馬場村、布留村、勾田村、川原城村、三島村、丹波市村、御経野村、田村、守目堂村、石上村、田部村、別所村、豊井村、豊田村、岩屋ヶ谷村（現・天理市）
  - 二階堂村 ← 上ノ庄村、荒蒔村、稲葉村、合場村、小島村、嘉幡村、庵治村、備前村、吉田村、九条村、東井戸堂村、西井戸堂村、富堂村、岩室村、田井庄村、前栽村、指柳村、小田中村、杉本村、平等坊村、小路村、喜殿村、上総村、南柳生村、中村、六条村、平群郡北菅田村、南菅田村（現・天理市）
  - 朝和村 ← 杣之内村、園原村、乙木村、竹之内村、佐保庄村、成願寺村、萱生村、中山村、岸田村、新泉村、兵庫村、三昧田村、長柄村、永原村、福知堂村（現・天理市）
  - 福住村 ← 福住村、長滝村、山田村（現・天理市）
  - 都介野村 ← 藺生村、小山戸村、相河村、南之庄村、甲岡村、来迎寺村、友田村、白石村、吐山村、針村（現・奈良市）
  - 東里村 ← 小原村、上笠間村、下笠間村、深野村、染田村、多田村、無山村（現・宇陀市）
  - 波多野村 ← 春日村、大西村、菅生村、西波多村、遅瀬村、中峯山村、広代村、中之庄村、吉田村、鵜山村、片平村、葛尾村、広瀬村（現・山添村）、嵩村（現・奈良市）
  - 豊原村 ← 三ヶ谷村、勝原村、岩屋村、毛原村、切幡村、助命村、伏拝村、堂前村、箕輪村、大塩村（現・山添村）
  - 針ヶ別所村 ← 針ヶ別所村、小倉村、上深川村、下深川村、荻村、馬場村（現・奈良市）
  - 三本松村・大野村・古向淵村・新向淵村が宇陀郡三本松村の一部となる。
  - 新庄村が添上郡治道村の一部となる。
  - 修理枝村が式上郡上之郷村の一部となる。
- 明治26年（1893年）9月26日 - 山辺村が町制施行・改称して丹波市町となる。（1町8村）
- 明治30年（1897年）
  - 8月1日 - 郡制を施行。郡役所が丹波市町に設置。
  - 9月28日 - 波多野村の一部（嵩）が添上郡月瀬村に編入。
- 明治35年（1902年）4月23日 - 朝和村の一部（杣之内）が丹波市町に編入。
- 大正12年（1923年）4月1日 - 郡会が廃止。郡役所は存続。
- 大正15年（1926年）7月1日 - 郡役所が廃止。以降は地域区分名称となる。
- 昭和29年（1954年）1月1日 - 丹波市町・朝和村・福住村・二階堂村が磯城郡柳本町・添上郡櫟本町と合併して天理市が発足し、郡より離脱。（5村）
- 昭和30年（1955年）
  - 1月1日 - 都介野村・針ヶ別所村が合併して都祁村が発足。（4村）
  - 2月11日 - 東里村が宇陀郡三本松村・室生村と合併し、改めて宇陀郡室生村が発足、郡より離脱。（3村）
- 昭和31年（1956年）9月30日 - 波多野村・豊原村が添上郡東山村と合併して山添村が発足。（2村）
- 昭和32年（1957年）8月31日 - 山添村の一部（水間・別所）が添上郡田原村に編入。
- 平成17年（2005年）4月1日 - 都祁村が奈良市に編入。（1村）

#### 変遷表
| 明治22年以前 | 明治22年4月1日 | 明治22年 - 昭和20年               | 昭和21年 - 昭和30年                 | 昭和31年 - 昭和63年    | 平成1年 - 現在              | 現在   |
| ------------ | -------------- | --------------------------------- | ----------------------------------- | ---------------------- | --------------------------- | ------ |
|              | 山辺村         | 明治26年9月26日 町制改称 丹波市町 | 昭和29年4月1日 天理市               | 天理市                 | 天理市                      | 天理市 |
|              | 二階堂村       | 二階堂村                          | 昭和29年4月1日 天理市               | 天理市                 | 天理市                      | 天理市 |
|              | 朝和村         | 朝和村                            | 昭和29年4月1日 天理市               | 天理市                 | 天理市                      | 天理市 |
|              | 福住村         | 福住村                            | 昭和29年4月1日 天理市               | 天理市                 | 天理市                      | 天理市 |
|              | 針ヶ別所村     | 針ヶ別所村                        | 昭和30年1月1日 都祁村               | 都祁村                 | 平成17年4月1日 奈良市に編入 | 奈良市 |
|              | 都介野村       | 都介野村                          | 昭和30年1月1日 都祁村               | 都祁村                 | 平成17年4月1日 奈良市に編入 | 奈良市 |
|              | 豊原村         | 豊原村                            | 豊原村                              | 昭和31年9月30日 山添村 | 山添村                      | 山添村 |
|              | 波多野村       | 波多野村                          | 波多野村                            | 昭和31年9月30日 山添村 | 山添村                      | 山添村 |
|              | 添上郡 東山村  | 添上郡 東山村                     | 添上郡 東山村                       | 昭和31年9月30日 山添村 | 山添村                      | 山添村 |
|              | 東里村         | 東里村                            | 昭和30年2月11日 宇陀郡 室生村の一部 |                        | 平成18年1月1日 合併市制     | 宇陀市 |

## 行政
奈良郡長→堺県添上・添下・山辺・広瀬・平群郡長
| 代 | 氏名 | 就任年月日                | 退任年月日               | 備考         |
| -- | ---- | ------------------------- | ------------------------ | ------------ |
| 1  |      | 明治13年（1880年）4月15日 |                          |              |
|    |      |                           | 明治14年（1881年）2月6日 | 大阪府に移管 |

大阪府添上・添下・山辺・広瀬・平群郡長
| 代 | 氏名 | 就任年月日               | 退任年月日                | 備考         |
| -- | ---- | ------------------------ | ------------------------- | ------------ |
| 1  |      | 明治14年（1881年）2月7日 |                           |              |
|    |      |                          | 明治20年（1887年）11月3日 | 奈良県へ移管 |

奈良県添上・添下・山辺・広瀬・平群郡長
| 代 | 氏名 | 就任年月日                | 退任年月日                | 備考 |
| -- | ---- | ------------------------- | ------------------------- | ---- |
| 1  |      | 明治20年（1887年）11月4日 |                           |      |
|    |      |                           | 明治30年（1897年）3月31日 | 廃官 |

山辺郡長
| 代 | 氏名 | 就任年月日               | 退任年月日                | 備考                   |
| -- | ---- | ------------------------ | ------------------------- | ---------------------- |
| 1  |      | 明治30年（1897年）8月1日 |                           |                        |
|    |      |                          | 大正15年（1926年）6月30日 | 郡役所廃止により、廃官 |